# Vahlberg
Vahlberg település Németországban, azon belül Alsó-Szászország tartományban. Lakosainak száma 708 fő (2023. december 31.).

## Népesség
A település népességének változása:
| Lakosok száma | 752  | 744  | 728  | 716  | 705  | 726  | 708  |
|               | 2015 | 2016 | 2017 | 2019 | 2021 | 2022 | 2023 |